# Schlossküche in Form einer Tempelruine

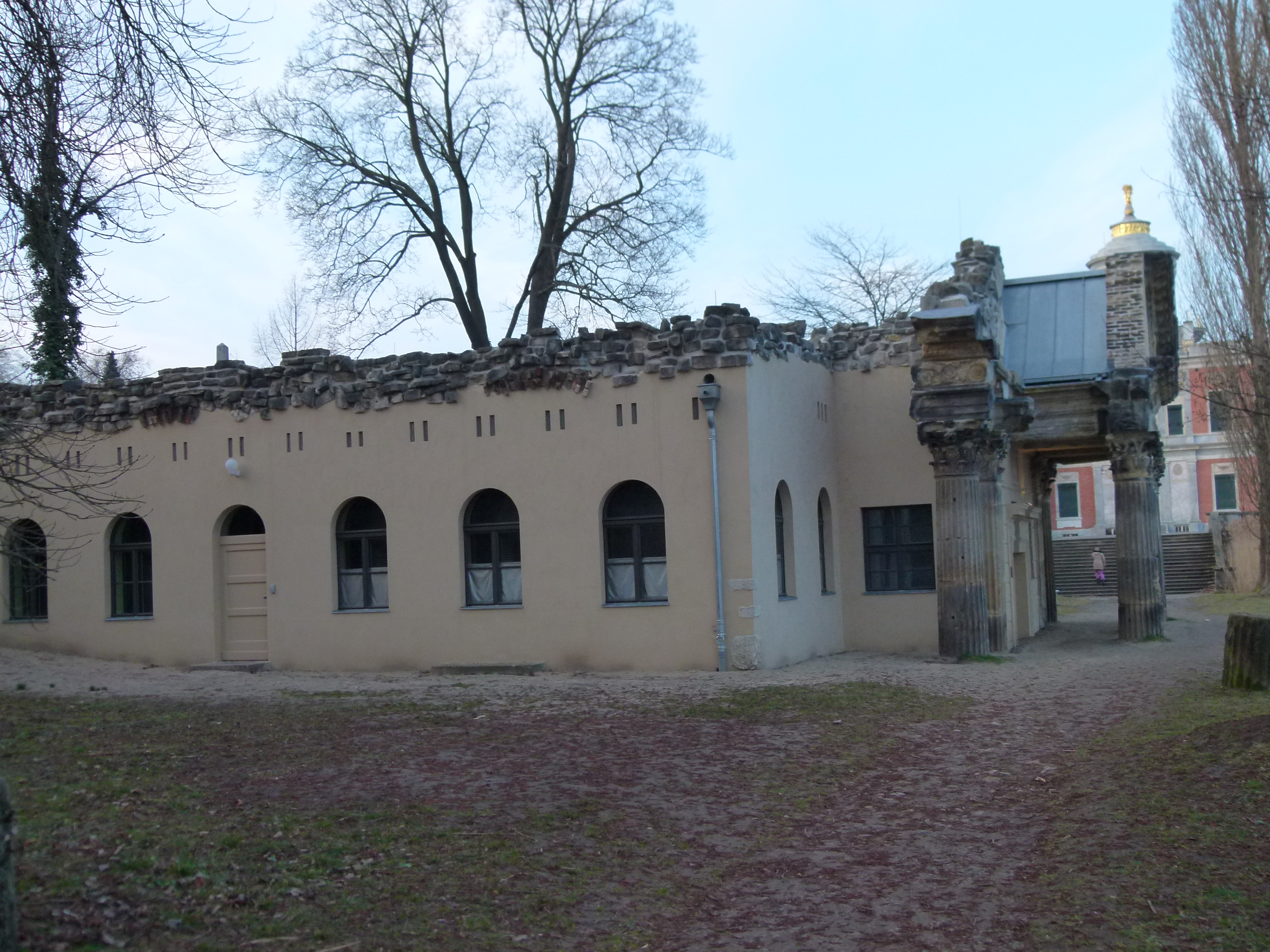
Südansicht der Schlossküche im Neuen Garten

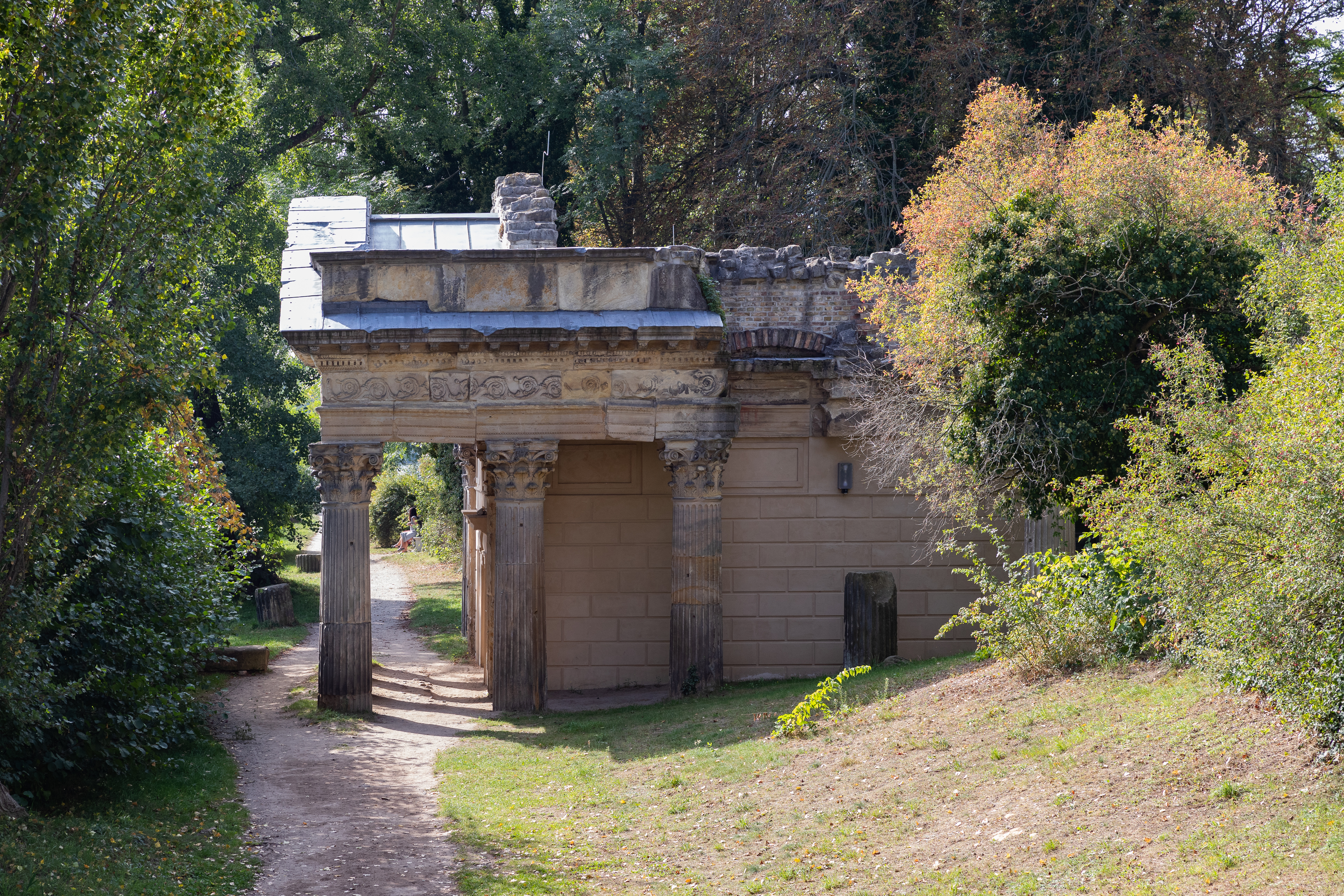
Nördliche Fassade

Die Schlossküche in Form einer Tempelruine ist eine von 1788 bis 1790 erbaute Schlossküche im Neuen Garten.

## Geschichte
Friedrich Wilhelm II. ließ die Schlossküche nach Plänen Carls von Gontard von 1788 bis 1790 in der Gestalt einer versunkenen Tempelruine errichten. Man baute die Küche außerhalb des Schlosses, da es damals üblich war, die Küchen aus Brand- und Geruchsgründen möglichst weit weg von den Wohnräumen unterzubringen. Ende 2013 wurde die Sanierung der Tempelruine abgeschlossen.

## Beschreibung
Äußerlich ist die Schlossküche einem römischen Tempel mit korinthischen Säulen nachempfunden. Damit die Speisen schnell geliefert werden konnten, ist die Tempelruine durch einen Tunnel mit dem Marmorpalais verbunden.